# (100507) 1997 AG12
(100507) 1997 AG12 es un asteroide perteneciente al cinturón de asteroides, descubierto el 10 de enero de 1997 por el equipo del Spacewatch desde el Observatorio Nacional de Kitt Peak, Arizona, Estados Unidos.

## Designación y nombre
Designado provisionalmente como 1997 AG12.

## Características orbitales
1997 AG12 está situado a una distancia media del Sol de 2,385 ua, pudiendo alejarse hasta 2,895 ua y acercarse hasta 1,875 ua. Su excentricidad es 0,213 y la inclinación orbital 1,536 grados. Emplea 1345,53 días en completar una órbita alrededor del Sol.

## Características físicas
La magnitud absoluta de 1997 AG12 es 17.